# Ted Ray
Edward "Ted" Ray, född 28 mars 1877, död 26 augusti 1943, var en brittisk professionell golfspelare från Jersey.
Ray var en storväxt spelare som slog långa slag, hans utslag var ofta över 250 meter långa. Han rökte ständigt pipa när han spelade. Han var först klubbprofessional på Ganton Golf Club och 1912-1941 på Oxhey Golf Club.
Han vann The Open Championship 1912 på Muirfield på 295 slag, fyra slag före Harry Vardon. Tävlingen hade de fyra föregående åren dominerats av det som kallades The Great Triumvirate (Harry Vardon, James Braid och John Henry Taylor) men Ray bröt deras segertåg. Han blev tvåa 1913 och 1925.
1913 åkte Ray tillsammans med Harry Vardon till USA där de ställde upp i US Open. De förlorade mot Francis Ouimet men Ray vann tävlingen  1920 på Inverness.
Ray var spelande kapten i den första Ryder Cup-matchen som spelades 1927.
| Majorsegrare genom tiderna                                                                                |                |         |                |                  |
| 200 olika spelare har vunnit i herrarnas majortävlingar. Ted Ray var den 37:e spelaren som vann en major. |                |         |                |                  |
| 1:a | 36:e           | 37:e    | 38:e           | 200:e            |
| Willie Park Sr                                                                                            | John McDermott | Ted Ray | Francis Ouimet | Louis Oosthuizen |
| Lista över golfens majorsegrare                                                                           |                |         |                |                  |